# GPS assistito

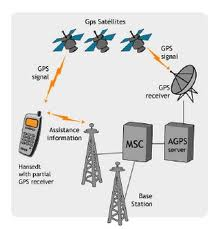
Schema di funzionamento dell'A-GPS basato sulla rete telefonica

GPS assistito, Assisted GPS, o A-GPS, è un sistema che consente di abbattere i tempi necessari alla prima localizzazione durante l'uso di un terminale GPS. Mostra la sua utilità soprattutto nei "canyon" urbani, quali vie strette o viali notevolmente alberati, in cui è difficile acquisire il segnale dai satelliti e decodificarne il messaggio di navigazione contenente effemeridi e almanacco. Questo sistema sta mostrando una notevole diffusione, ed è normalmente associato ai sistemi di localizzazione (LBS, Location Based Service) basati su telefonia cellulare.

## Funzione
Uno dei principali problemi dei terminali GPS classici è relativo alla prima localizzazione (il fixing), in quanto un terminale, all'accensione, deve ricavare la lista dei satelliti in vista in quel momento, per potervisi agganciare e cercare di rilevare la propria posizione. Tale processo è in genere alquanto dispendioso in termini di tempo e risorse, e il sistema A-GPS è stato studiato al fine di abbattere tali costi, anche in previsione di un utilizzo su terminali con basse capacità di elaborazione o con risorse energetiche limitate, quali i telefoni cellulari.
Lo scopo principale di questo sistema è quello di "assistere" il ricevitore GPS nel calcolo della posizione, fornendogli informazioni utili all'acquisizione del segnale e al calcolo del fix (tempo e posizione approssimati del ricevitore stesso, almanacco e effemeridi dei satelliti in vista).

## Storia
Fin dagli anni '80 si è cercato di ovviare al problema del fixing cercando di supportare il GPS con informazioni che consentissero un rapido avvio del ricevitore. Ad alcuni modelli di ricevitori GPS è quindi stata data la possibilità di acquisire da fonti esterne una tavola con le effemeridi dei satelliti GPS.
In origine tali tavole erano caricate sul ricevitore tramite un collegamento con un computer; la complessità di tali tavole, tuttavia, limitava il supporto ad alcuni giorni.
Nei modelli più recenti, ad esempio in ricevitori GPS inclusi in smartphone, le tabelle possono essere scaricate direttamente da internet via GPRS/EDGE, UMTS o Wi-Fi. Grazie alla crescente potenza di calcolo dei moderni ricevitori è stato possibile realizzare nuovi metodi di assistenza basate su effemeridi estese.

## Descrizione del sistema basato sulle reti telefoniche
L'idea di fondo è la seguente: dato che ogni cella di telefonia mobile presente sul territorio ha una posizione fissa, si fa in modo che sia la cella a ricavare quali siano i satelliti GPS a essa in vista, istante per istante. Quando un terminale A-GPS vuole conoscere la sua posizione, si collega tramite la rete cellulare a un Assistance Server (che può anche essere gestito dall'operatore stesso), al quale viene inviata anche l'informazione sulla cella a cui l'utente è agganciato.
Dato che sono noti i satelliti in vista alla cella, si può assumere ragionevolmente che anche il terminale A-GPS veda i medesimi satelliti. Pertanto il server elabora una lista con i satelliti in vista, e la invia attraverso la rete cellulare al terminale, che in questo modo sa già a quali satelliti potrà collegarsi e quindi ricava la propria posizione da essi.
La ridotta quantità di dati da inviare ha suggerito l'impiego di messaggi di tipo cell broadcast, già ampiamente utilizzati, ad esempio, per effettuare tariffazioni diverse a seconda dell'area in cui l'utente si trova, e che compaiono sullo schermo dell'utente sotto forma di indicazione della provincia.
Il protocollo standard ideato per ottemperare alle funzionalità proprie di A-GPS è il SUPL (Secure User Plane Location).

## Descrizione del sistema basato su "effemeridi estese"
Sono stati sviluppati ulteriori metodi, anch'essi indicati piuttosto genericamente come A-GPS, che si pongono l'obiettivo di fornire al ricevitore GPS le effemeridi nel minor tempo possibile, senza che queste debbano essere scaricate dai satelliti anche in assenza di connessione alla rete.
Esistono diverse implementazioni di questa tipologia di A-GPS, a cui ogni produttore di chipset GPS ha assegnato un nome diverso (ad esempio AssistNow per u-blox, InstaFix per CSR).
Esistono due modalità:
1. Effemeridi estese a partire da un file scaricato da un server.

In questa modalità, un file contenente le informazioni che permettono al ricevitore di calcolare le effemeridi per un tempo relativamente lungo (generalmente 7 giorni), viene scaricato da un server.
In questo modo il ricevitore avrà a disposizione le effemeridi dei satelliti per 7 giorni, grazie a una singola connessione dati.
1. Effemeridi estese generate dal ricevitore stesso, a partire da effemeridi scaricate dai satelliti.

Con questo tipo di A-GPS, il ricevitore effettua dei calcoli attraverso i quali è in grado di generare predizioni delle effemeridi dei satelliti estendendone la validità da poche ore fino a diversi giorni (tipicamente 3-5 giorni).
Alla prima accensione, il ricevitore scaricherà le effemeridi come un normale GPS, mentre nelle successive accensioni potrà utilizzare le effemeridi generate dalle predizioni senza necessità di scaricarle dai satelliti.
Questa modalità ha il vantaggio di non necessitare di connessione dati, ma ha un costo computazionale elevato.